# Metodologia di sviluppo del software
In informatica una metodologia di sviluppo del software è una suddivisione del processo di sviluppo del software ideata per ottimizzare le varie fasi dello stesso.
Secondo una suddivisione recente le varie metodologie possono essere divise in:
- Metodologie pesanti (es. modello a cascata).
- Metodologie iterative (es. modello a spirale).
- Metodologie agili.

Questa suddivisione tende a mettere in rilievo le ultime rispetto alle altre due, tuttavia le prime due sono quelle più diffuse.